# Naitō Yoshikiyo
Naitō Yoshikiyo est un nom japonais traditionnel ; le nom de famille (ou le nom d'école), Naitō, précède donc le prénom (ou le nom d'artiste).
Naitō Yoshikiyo (內藤義清, Naitō Yoshikiyo, 1463-1537) était un chef militaire japonais de la période Sengoku. Son père était Naitō Shigeyaki. Il eut deux fils (Kiyonaga et Tadago) et trois filles dont l'une a été la première épouse d'Ishikawa Masamasa. Il passe pour l'ancêtre historique du clan Naitō.

## Biographie
Naitō Yoshikiyo naît en 1463. Il sert successivement Matsudaira Nobutada et Matsudaira Kiyoyasu et devient le seigneur du château d'Ueno. En 1525, il a défend son château contre une attaque d'Oda Nobuhide. En 1529, il suit Matsudaira Kiyoyasu dans son attaque des châteaux de Yoshida et d'Uri et obtient des succès. En 1536, il combattit Oda Nobuhide, qui tentait d'envahir la province de Mikawa. Il est blessé lors de ces affrontements et meurt en 1537, à 73 ans.